# Ingólfur Arnarson

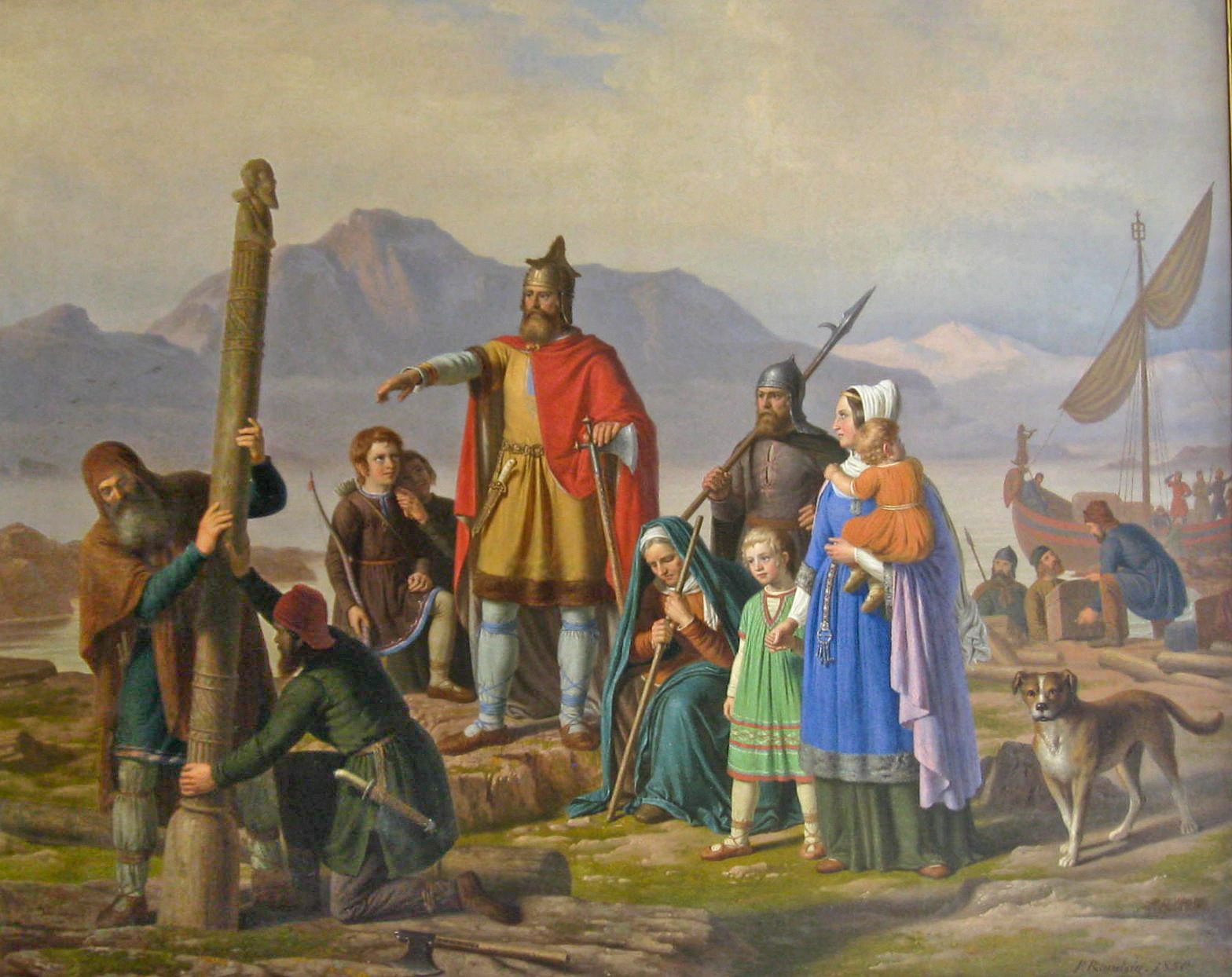
O norueguês Ingólfur Arnarson, primeiro habitante permanente da Islândia.

Ingólfur Arnarson é reconhecido como o primeiro morador permanente da Islândia. Era filho de Örn Brynjólfsson (n. 823), e descendente directo de Hrómundr Gripsson. De acordo com o Landnámabók (Livro dos assentamentos) Ingólfur construiu sua moradia em Reiquiavique no ano de 874. Escavações recentes indicam que os primeiros assentamentos ocorreram alguns anos antes, porém provavelmente não tão distante do anteriormente previsto. 
Ari, o Sábio também alega que Ingólfur foi o primeiro a se estabelecer na Islândia, porém menciona que Papares, monges irlandeses, tiveram uma breve passagem pelo país antes mesmo dos nórdicos, mas se retiraram para evitar morar entre os recém chegados pagãos.
O Landnámabók, escrito dois ou três séculos após o assentamento, contém uma longa e lendária história sobre a chegada de Ingólfur. O livro alega que ele deixou a Noruega após se envolver em uma disputa feudal. Ele havia escutado sobre uma nova ilha, em que Gardar Svavarsson, Floki Vilgerdarson e outros haviam descoberto no Oceano Atlântico, então, com seu amigo Hjörleifur Hródmarsson, velejou até a Islândia.
Normalmente é dito que Ingólfur ocupou uma grande área do sudoeste islandês, mas nada se sabe sobre ele após seu assentamento. Seu filho, Thorsteinn Ingólfsson, foi um grande líder tribal e é conhecido como fundador do primeiro "þing", ou parlamento, na Islândia.

## Família
Seu pai era Örn Brynjólfsson, um rico fazendeiro e filho de Bjornólfur Hródmundsson, filho de Hrómundr Gripsson, seus irmãos eram Özur Arnarson e Helga Arnarsdatter.
Sua esposa era Hallveig Frodesdatter, filha de Fróði Vémundarson e irmã de Loft Frodeson, juntos tiveram dois filhos:
- Thorny Ingolfsdatter. Se casou com Helgi Bjóla Ketilsson e teve:
  - Kolsvein Helgason. Teve descendentes.
  - Eyvind Hjalte Helgason.
  - Viga-Hrapp Helgason.
  - Arngrímur Helgason.
  - Thorgrímur Helgason.

- Thorsteinn Ingólfsson. Primeiro nativo islandês e Líder Tribal. Se casou com Thóra Hrólfsdóttir e teve:
  - Thorkell Thorsteinson. Sucessor de seu pai. Teve descendentes.
  - Thórhildur Thorsteinsdóttir. Teve descendentes.
  - Einar Thorsteinson. Teve descendentes.